# Pristicola sturionis
Pristicola sturionis är en plattmaskart. Pristicola sturionis ingår i släktet Pristicola och familjen Deropristiidae. Inga underarter finns listade i Catalogue of Life.